# Doug Sides

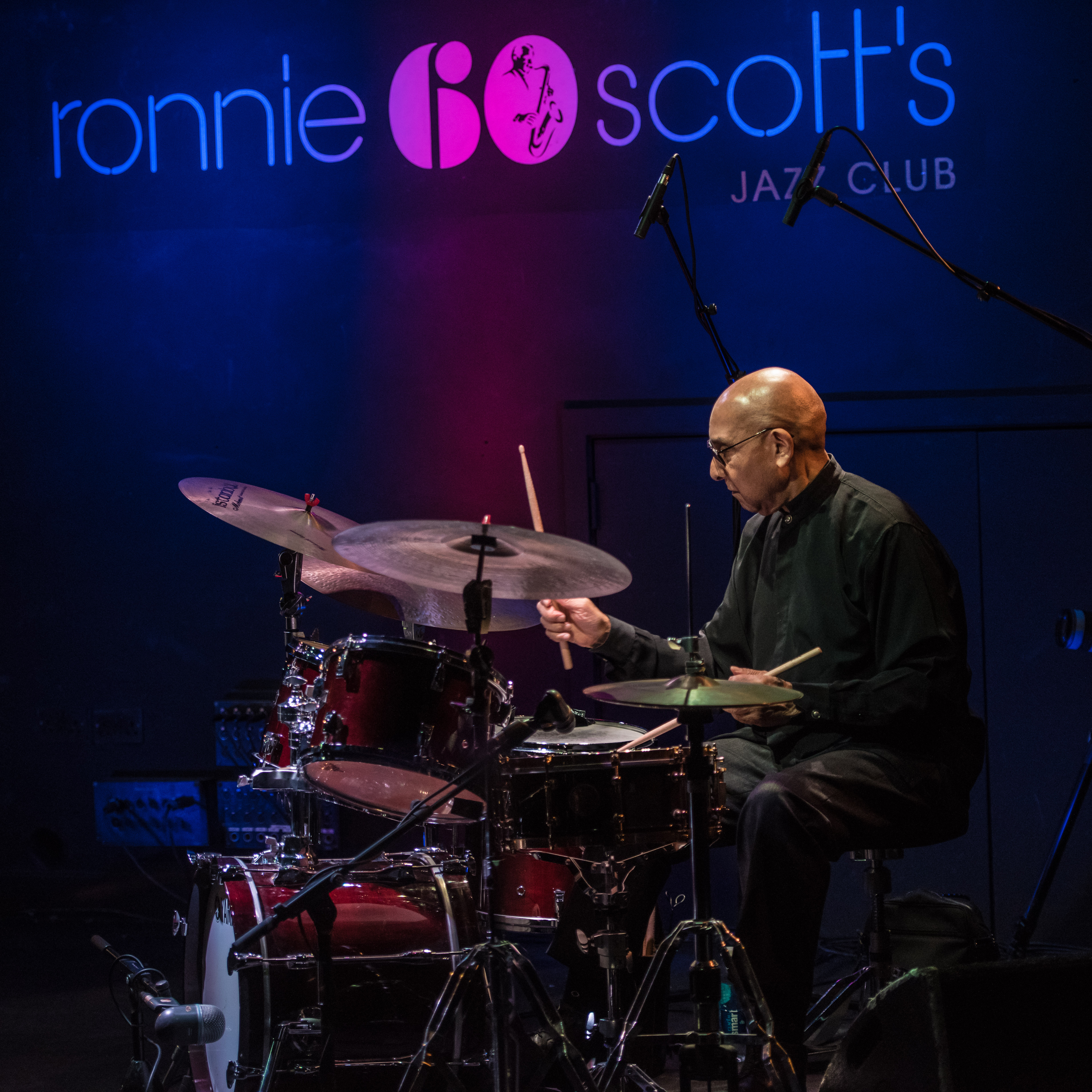
Doug Sides, 2021

Douglas Joseph „Doug“ Sides (* 10. Oktober 1942 in Los Angeles; † 10. Oktober 2024) war ein US-amerikanischer Jazz-Schlagzeuger.

## Leben und Wirken
Sides hatte ab vier Jahren klassischen Klavierunterricht, bevor er den Jazz entdeckte und mit 17 Jahren zum Schlagzeug wechselte. Er studierte an der University of Southern California, der New York University und der Berklee School of Music. Während seines Aufenthalts in Boston nahm er auch Unterricht bei Alan Dawson. 1961 trat er mit Illinois Jacquet auf.
Dann arbeitete er als professioneller Jazzmusiker in seiner Heimatstadt mit Teddy Edwards, Lionel Hampton, Johnny Griffin, Howard Rumsey, Harold Land und Buddy Collette. Nach Ableistung des Wehrdienstes wirkte er mit Merle Saunders, John Handy, Joe Henderson, Sonny Stitt, Blue Mitchell, Bobby Hutcherson, Kirk Lightsey, Chick Corea, Sweets Edison, Cedar Walton, Phineas Newborn und Clark Terry. 1974 trat er mit Kai Winding auf und machte Aufnahmen mit ihm. Im folgenden Jahr reiste er nach Johannesburg, wo er mit der Gruppe von Abdullah Ibrahim im Studio war. 1980 tourte er mit Abbey Lincoln durch Europa, 1982/83 mit Jon Hendricks durch Nordamerika. Während einer Europatournee mit der Show Sophisticated Ladies 1988 machte er in den Niederlanden Aufnahmen mit Joe van Enkhuisen.
1989 zog Sides nach Europa, wo er mit Johnny Griffin, Horace Parlan, Don Bennett (Solar, 1995), Fritz Krisse und Kirk Lightsey sowie mit eigenen Bandprojekten spielte, mit denen er zwei Alben vorlegte, Sumblo (Laika, 1987) und Perseverance (1990). Außerdem ging er mit Ranee Lee und Hank Jones auf Tourneen. In seinen späteren Jahren arbeitete er mit Benny Golson und mit Phil Woods’ Projekt Bird with Strings … and more. Im Bereich des Jazz war er zwischen 1962 und 2010 an 43 Aufnahmesessions beteiligt, außer den Genannten mit Curtis Amy (Katanga, 1963), Sathima Bea Benjamin, Walter Bishop junior, John Marshall, Ricky Ford, Charles Owens, Dusko Goykovich, Lou Rawls und Ted Curson.